# N.L. Høyen Medaljen
N.L. Høyen Medaljen er en af Det Kongelige Akademi for de Skønne Kunsters medaljer, og den uddeles til en person, der har ydet en indsats af høj kvalitet inden for forskning, fortolkning eller formidling af de skønne kunster. Den er indstiftet i 1979, 150 år efter N.L. Høyens udnævnelse til professor ved Det kongelige Akademi for de skjønne Kunster.
Kunstneren Frits Gravesen har udformet medaljen.

## Modtagere
- 1984 – Poul Pedersen, Elna Møller og Ole Braunstein
- 1985 – Viggo Clausen og Ole Thomassen
- 1986 – Hans Jørgen Brøndum, Poul Hansen
- 1987 – Holger Schmidt, Robert Dahlmann Olsen
- 1988 – Tobias Faber
- 1989 – Erik Fischer, Hans Erling Langkilde
- 1991 – Per Arnoldi
- 1992 – Arne Karlsen
- 1993 – Hans Edvard Nørregård-Nielsen
- 1994 – Poul Erik Skriver
- 1995 – Else Marie Bukdahl, Hakon Lund, Kjeld de Fine Licht
- 1996 – Troels Andersen, Allan de Waal
- 1997 – Ikke uddelt
- 1998 – Ejner Johansson, Karsten Ohrt, Kim Dirckinck-Holmfeld, Poul Erik Tøjner
- 1999 – Henrik Bramsen, Grete Zahle
- 2000 – Ulla Strømberg, Kjeld Vindum
- 2001 – Charlotte Christensen, Kjeld Kjeldsen, Annemarie Lund, Nils-Ole Lund
- 2002 – Bodil Kaalund, Henrik Sten Møller, Carsten Thau
- 2003 – Torsten Bløndal, Poul Vad
- 2004 – John Hunov, Bente Scavenius, Lars Marcussen, Malene Hauxner
- 2005 – Lene Burkard
- 2006 – Gregers Algreen-Ussing, Mogens Nykjær, Knud Pedersen
- 2007 – Jesper Fabricius, Jan Gehl, Leila Krogh, Jens Kvorning
- 2008 – Merete Ahnfeldt-Mollerup, Steen Estvad Petersen, Rune Gade, Steen Møller Rasmussen
- 2009 – Gertrud Købke Sutton
- 2010 – Mette Sandbye
- 2011 – Mikkel Bogh
- 2012 – Mikael Wivel, Karen Lintrup, Cort Ross Dinesen
- 2013 – Thomas Bo Jensen og Teresa Nielsen
- 2014 – Sanne Kofod Olsen og Hanne Raabyemagle
- 2015 – Lars Dybdahl og Kent Martinussen
- 2016 – Ib Møller og Inge Merete Kjeldgaard
- 2017 – Jan Falk Borup og Flemming Friborg
- 2018 – Jan Haugaard og Gitte Ørskou
- 2019 – Pernille Albrethsen
- 2020 - Karsten Ifversen
- 2022 - Anna Mette Exner
- 2023 - Christian Lund og Marc-Christoph Wagner samt Amalie Smith
- 2024 - Kuratorisk Aktion og Martin Keiding
- 2025 - Deep Forest Art Land ved Søren Taaning og René Schmidt

## Ekstern henvisning
- Medaljer, Akademiraadet